# Conolly (Schiff)
Die USS Conolly (DD-979) war ein Zerstörer der Spruance-Klasse in Diensten der United States Navy.

## Geschichte
Die Conolly, benannt nach Admiral Richard Conolly, wurde von Ingalls Shipbuilding gebaut, die Kiellegung fand im Jahr 1975 statt. 1978 wurde der Zerstörer in Dienst gestellt. Er wurde in der Naval Station Norfolk stationiert.
In den ersten Jahren ihrer Einsatzzeit verlegte die Conolly mehrmals ins Mittelmeer und fuhr unter anderem vor der Küste Libanons. Außerdem nahm sie an der Übung UNITAS teil und verlegte vor die afrikanische Atlantikküste. 1984 wurde eine Überholung des Zerstörers durchgeführt. In der Werft von Bath Iron Works wurden unter anderem zwei Armored Box Launcher auf dem Vordeck installiert, die das Schiff mit acht Marschflugkörpern BGM-109 Tomahawk ausrüsteten.

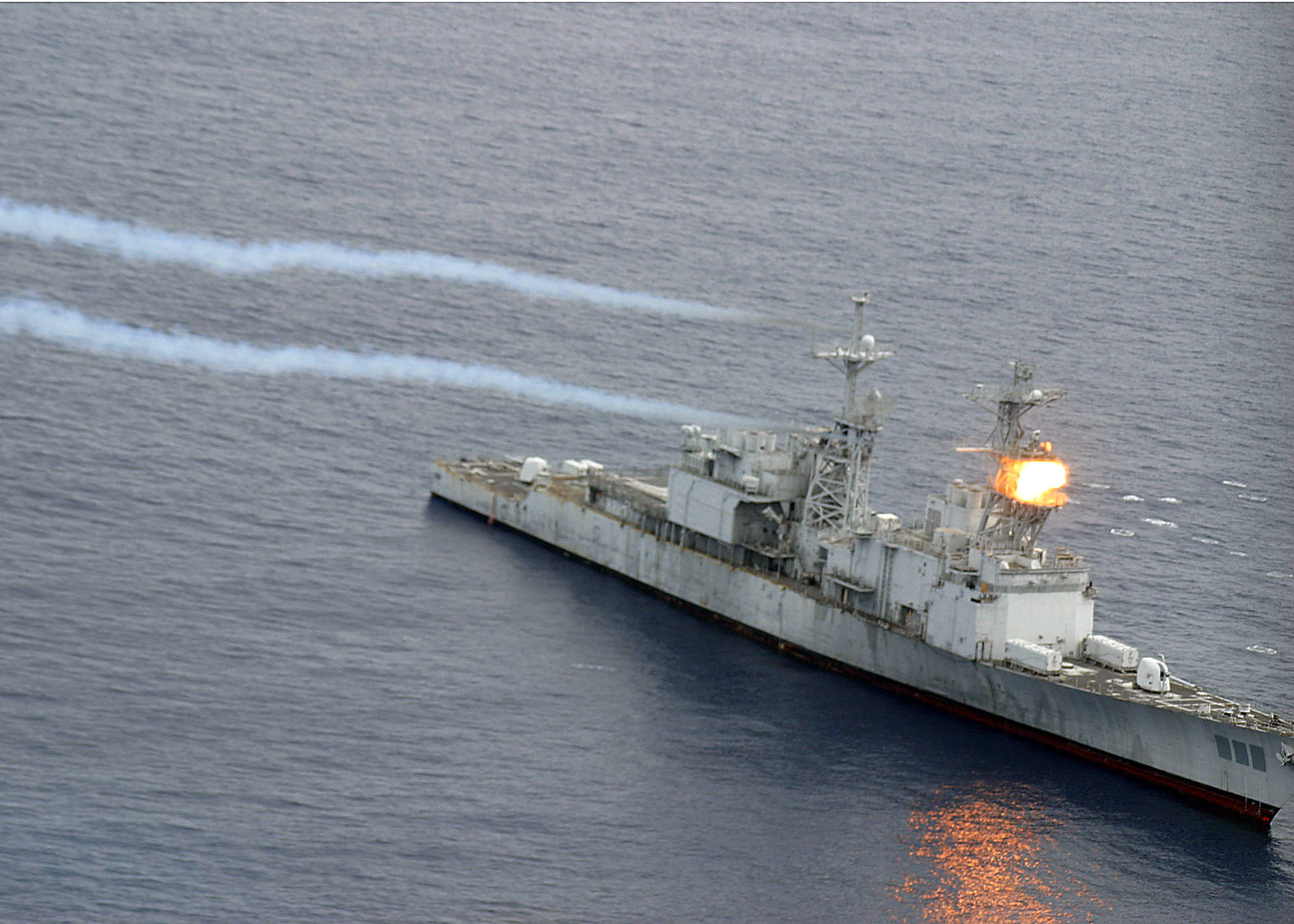
Versenkung der Conolly 2009

1993 fuhr der Zerstörer vor Haiti, um in der Operation Support Democracy UN-Sanktionen gegen das mittelamerikanische Land durchzusetzen. Ein Jahr später fuhr das Schiff im Roten Meer, um dort Sanktionen gegen den Irak durchzusetzen, indem die Besatzung Frachtschiffe kontrollierte. 1995 änderte das Schiff seinen Heimathafen und verließ Norfolk in Richtung der Naval Station Mayport. 1996 war die Conolly Geleitschutz der George Washington im Mittelmeer, wo die Schiffe an mehreren Übungen teilnahmen. Später im Jahr fuhr der Zerstörer mit mehreren Landungsschiffen vor Liberia und nahm, zurück im Mittelmeer, an der Operation Sharp Guard teil.
1998, nach nur 20 aktiven Jahren, wurde die Conolly außer Dienst gestellt. Sie wurde in der Naval Intermediate Ship Maintenance Facility in Philadelphia eingedockt und lag dort für über zehn Jahre. Erst 2009 wurde sie vor die Küste Floridas geschleppt und dort unter anderem durch Beschuss von Helikoptern, der Oscar Austin, Donald Cook und der deutschen Fregatten Sachsen und Lübeck im Rahmen der Übung UNITAS versenkt.